# مستضد الكريات البيضاء البشرية
مستضدات الكريات البيضاء البشرية (بالإنجليزية:  The human leukocyte antigen)‏‏ (اختصارًا HLA) هو الاسم لمعقد التوافق النسيجي الكبير لدى البشر. الموضع الجيني لهذه المستضدات يحتوي على عدد من الجينات المرتبطة بالجهاز المناعي. توجد هذه الجينات في الصبغية 6 ومعظم الجينات تحمل الشفرة الوراثية للبروتينات العارضة للمستضد الموجودة على سطح الخلية. سميت هذه البروتينات بالمستضدات لعلاقتها التاريخية مع زراعة الأعضاء، لهذه المستضدات دور كبير في الجهاز المناعي حيث لكل نوع منها وظيفة محددة.

منطقة HLA على الصبغي 6

تقوم مستضدات الكريات البيضاء البشرية التي تناظر معقد التوافق التناسجي نوع 1 (HLA- A, B, C) بعرض الببتيدات المستخلصة من داخل الخلية (بمافي ذلك الفيروسات). تنتج هذه الببتيدات من عملية تكسير وهضم البروتينات في البروتوزوم. في الغالب تكون هذه الببتيدات بطول 9 أحماض أمينية. تجذب الببتيدات أو المستضدات الغريبة عن الجسم الخلايا التائية القاتلة والتي تقوم بتدمير الخلية.
تقوم مستضدات الكريات البيضاء البشرية التي تناظر معقد التوافق التناسجي نوع 2 (HLA- DP, DM, DOA, DOB, DQ, DR) بالاتحاد مع ببتيدات من خارج الخلية لتعرضها على الخلايا التائية. تقوم هذه الببتيدات أو لمستضدات بتحفيز انقسام الخلايا التائية المساعدة والتي بدورها تقوم بتنشيط الخلايا البائية، وهنا تقوم الخلايا البائية بإنتاج الأجسام المضادة الموجهة لهذه الببتيدات (المستضدات). تقوم الخلايا التائية المثبطة بمنع عرض ببتيدات ناتجة من الخلية نفسها.
تحمل مستضدات الكريات البيضاء البشرية التي تناظر معقد التوافق التناسجي نوع 3 معلومات جينية لجملة المتممة.
يعتقد أن مستضدات الكريات البيضاء البشرية دور رئيسي في حدوث أمراض المناعة الذاتية كالسكري وداء بطني.

## التسمية
عادةً ما تُلاحَظ أليلات مستضد الكريات البيضاء الحديثة مع مجموعة متنوعة من مستويات التعيين. تبدأ معظم التعيينات بمستضد الكريات البيضاء البشرية - ثم اسم الموضع، ثم بعض الأرقام (الزوجية) التي تحدد الأليل. يُحدد أول رقمين مجموعة من الأليلات، تُعرف أيضًا باسم الأنواع الفائقة (Supertypes). غالبًا ما لا تتمكن منهجيات الكتابة القديمة من تمييز الأليلات تمامًا وبالتالي توقفت عند هذا المستوى. تُحدِّد الأرقام من الثالث إلى الرابع أليلًا غير مرادف. تشير الأرقام من خمسة إلى ستة إلى أي طفرات مترادفة داخل إطار ترميز الجين. الرقمان السابع والثامن يميزان الطفرات خارج منطقة الترميز. قد تتبَع أحرف مثل L أو N أو Q أو S تعيينَ الأليل لتحديد مستوى التعبير أو البيانات غير الجينية الأخرى المعروفة عنه. وبالتالي، قد يصل طول الأليل الموصوف بالكامل إلى 9 أرقام، ولا يشمل بادئة «مستضد الكريات البيضاء البشرية» وتدوين الموقع.

## الوظائف
عندما يدخل ممراض غريب إلى الجسم، فإن خلايا معينة تسمى الخلايا المقدمة للمستضد (APCs) تبتلع العامل الممراض من خلال عملية تسمى البلعمة. تُهضَم البروتينات من العامل الممراض إلى قطع صغيرة (ببتيدات) وتحميلها على مستضدات الكريات البيضاء البشرية (على وجه التحديد، معقد التوافق النسيجي الكبير من الدرجة الثانية (MHC class II))، ثم تُعرَض بواسطة الخلايا العارضة للمستضد على الخلايا التائية المساعدة، والتي تُنتِج بعد ذلك مجموعة متنوعة من التأثيرات وتفاعلات خلية إلى خلية للقضاء على العامل الممرض.
من خلال عملية مماثلة، تُعرَض البروتينات (الأصلية والغريبة) المُنتَجة داخل معظم الخلايا على مستضدات الكريات البيضاء البشرية (على وجه التحديد، معقد التوافق النسيجي الكبير من الدرجة الأولى (MHC I)) على سطح الخلية. يمكن التعرف على الخلايا المصابة وتدميرها بواسطة خلايا تي قاتلة.
أي خلية تُظهِر نوعًا آخر من مستضدات الكريات البيضاء البشرية هي «غير ذاتية» ويَنظُر إليها الجهاز المناعي للجسم على أنها غازِية؛ مما يؤدي إلى رفض الأنسجة التي تحمل تلك الخلايا. هذا مهم بشكل خاص في حالة الأنسجة المَزروعة، لأنه قد يؤدي إلى رفض الزرع. نظرًا لأهمية مستضد الكريات البيضاء في الزرع، فإن مواقعه هي من أكثر المواقع التي تصنِّفها الأمصال وتفاعل البوليمراز المتسلسل (PCR). لقد ثبت أن أنواع مستضد الكريات البيضاء عالية الدقة (HLA-A وHLA-B وHLA-C وHLA-DRB1 وHLA-DQB1 وHLA-DPB1) قد تكون ذات صلة بعملية الزرع لتحديد التطابق الكامل، حتى عندما يكون المتبرع قريب.
أنواع مستضدات الكريات البشرية موروثة، وبعضها مرتبط باضطرابات المناعة الذاتية وأمراض أخرى. الأشخاص الذين لديهم مستضدات الكريات البيضاء أكثر عُرضة للإصابة ببعض أمراض المناعة الذاتية، مثل مرض السكري من النوع الأول، والتهاب الفقار القسطي، والتهاب المفاصل الروماتويدي، والداء البطني، والذئبة الحمامية الشاملة، والوهن العضلي الوبيل، والتهاب العضلات المشتمل، ومتلازمة شوغرن، والنوم القهري.

## المتغيريَّة
تعد مواقع معقد التوافق النسيجي الكبير (MHC) من أكثر مواقع الترميز المتغيرة وراثيًا في الثدييات، ولا تعد مواقع مستضدات الكريات البيضاء البشرية استثناءات. على الرغم من حقيقة أن البشر مرُّوا بتضييق عدة مرات خلال تاريخهم كان قادرًا على تحديد العديد من المواقع، يبدو أن مواقع مستضدات الكريات البيضاء البشرية قد نجت من مثل هذا الانقباض مع قدر كبير من التباين. من بين المواقع التسعة، احتفظ معظمها بعشرات أو أكثر من مجموعات الأليل لكل موقع، وهو تباين محفوظ أكثر بكثير من الغالبية العظمى من المواقع البشرية. هذا يتفق مع معامل اختيار متماثل الزيجوت أو موازنة هذه المواقع. بالإضافة إلى ذلك، تعد بعض مواقع مستضدات الكريات البيضاء البشرية من بين مناطق التشفير الأسرع تطورًا في الجينوم البشري. لوحظت إحدى آليات التنويع في دراسة قبائل الأمازون في أمريكا الجنوبية التي يبدو أنها خضعت لتحويل جيني مكثف بين الأليلات المتغيرة والمواقع داخل كل فئة من فئات جينات مستضدات الكريات البيضاء. في كثير من الأحيان، لوحظ أن عمليات إعادة التركيب طويلة المدى المُنتَجة من خلال جينات مستضدات الكريات البيضاء تُنتِج جينات خيمرية (Chimeric gene).

التعبير المشفر عن جينات مستضدات الكريات البيضاء البشرية.

ستة مواقع لها أكثر من 100 أليل اكتُشِفَت في البشر. من بين هؤلاء، أكثر المتغيرات هي مستضد الكريات البيضاء B ومستضد الكريات البيضاء DRB1. اعتبارًا من عام 2012، سُرِد عدد الأليلات التي تم تحديدها في الجدول أدناه. لتفسير هذا الجدول، من الضروري اعتبار أن الأليل هو متغير من تسلسل النوكليوتيدات (DNA) في موضع معين، بحيث يختلف كل أليل عن جميع الأليلات الأخرى في موضع واحد على الأقل (تعدد أشكال النوكليوتيدات المفردة (SNP)). تؤدي معظم هذه التغييرات إلى تغيير في تسلسل الأحماض الأمينية مما يؤدي إلى اختلافات وظيفية طفيفة إلى كبيرة في البروتين.
هناك قضايا تحد من هذا الاختلاف. تقوم أليلات معينة مثل DQA1*05:01 وDQA1*05:05 بترميز البروتينات بمنتَجات معالجة مماثلة. الأليلات الأخرى مثل DQB1*0201 وDQB1*0202 تُنتِج بروتينات متشابهة وظيفيًا. بالنسبة للفئة الثانية (DR وDP وDQ)، تميل متغيرات الأحماض الأمينية داخل شق ربط الببتيد للمستقبِل إلى إنتاج جزيئات ذات قدرة ربط مختلفة.
ومع ذلك، فقد أُبلِغ عن ترددات الجينات للأليلات الأكثر شيوعًا (>5%) من مستضد الكريات البيضاء (أ) و(ب) و(ج) وDPA1 وDPB1 وDQA1 وDQB1 وDRB1 من أمريكا الجنوبية، أُبلِغ عنها من التصنيف والتسلسل الذي أُجرِيَ في دراسات التنوع الجيني والحالات والضوابط. بالإضافة إلى ذلك، جُمِّعَت معلومات عن ترددات أليل جينات مستضدات الكريات البيضاء 1 و2 لسكان أوروبا. في كلتا الحالتين، يكشف توزيع ترددات الأليل عن تباين إقليمي مرتبط بتاريخ السكان.

### جداول الأليلات المختلفة
عدد الأليلات المتغيرة في مواقع الفئة الأولى وفقًا لقاعدة بيانات IMGT-HLA، آخر تحديث في أكتوبر 2018:
| الموضع                              | عدد الأليلات المتغيرة |
| المستضدات الرئيسية                  | المستضدات الرئيسية    |
| ----------------------------------- | --------------------- |
| مستضد الكريات البيضاء البشري أ      | 4340                  |
| مستضد الكريات البيضاء البشري ب      | 5212                  |
| مستضد الكريات البيضاء البشري ج      | 3930                  |
| مستضدات طفيفة                       |                       |
| مستضد الكريات البيضاء البشري هـ (E) | 27                    |
| مستضد الكريات البيضاء البشري (F)    | 31                    |
| مستضد الكريات البيضاء البشري (G)    | 61                    |